# Nicola Guidi di Bagno
Nicola Guido di Bagno (ur. w 1583 w Mantui, zm. 27 sierpnia 1663 w Rzymie) – włoski kardynał.

## Życiorys
Urodził się w 1583 roku w Mantui, jako syn Fabrizia Guidi di Bagno i Laury Colonny (jego bratem był Giovanni Francesco Guidi di Bagno). Studiował fizykę, a następnie poślubił Teodorę Gonzagę i rozpoczął karierę wojskową. Po śmierci żony, porzucił militarię i wstąpił do stanu duchownego. Około 1644 roku został nuncjuszem w Toskanii. 15 marca 1644 roku został wybrany tytularnym arcybiskupem Aten, a dwa tygodnie później przyjął sakrę. W latach 1644–1656 pełnił funkcję nuncjusza we Francji. 9 kwietnia 1657 roku został kreowany kardynałem prezbiterem i otrzymał kościół tytularny Sant’Eusebio. W tym samym roku został arcybiskupem ad personam Senigallii, jednak w 1659 roku zrezygnował z zarządzania diecezją. Zmarł 27 sierpnia 1663 roku w Rzymie.